# Olympische Winterspiele 1998/Teilnehmer (Lettland)
| Gelbes Symbol für Goldmedaillen mit stilisierten Olympischen Ringen | Graues Symbol für Silbermedaillen mit stilisierten Olympischen Ringen | Braundes Symbol für Bronzemedaillen mit stilisierten Olympischen Ringen |
| ------------------------------------------------------------------- | --------------------------------------------------------------------- | ----------------------------------------------------------------------- |
| —                                                                   | —                                                                     | —                                                                       |

Lettland nahm an den Olympischen Winterspielen 1998 im japanischen Nagano mit einer Delegation von 29 Athleten in sechs Disziplinen teil, davon 21 Männer und 8 Frauen. Ein Medaillengewinn gelang keinem der Athleten.
Fahnenträger bei der Eröffnungsfeier war der Bobfahrer Sandis Prūsis.

## Teilnehmer nach Sportarten

### Biathlon
Männer
- Ilmārs Bricis
10 km Sprint: 32. Platz (30:01,7 min)
20 km Einzel: 5. Platz (58:15,1 min)
4 × 7,5 km Staffel: 6. Platz (1:24:24,4 h)

- Oļegs Maļuhins
10 km Sprint: 6. Platz (28:37,4 min)
4 × 7,5 km Staffel: 6. Platz (1:24:24,4 h)

- Jēkabs Nākums
10 km Sprint: 5. Platz (28:36,9 min)
20 km Einzel: 37. Platz (1:01:40,1 h)
4 × 7,5 km Staffel: 6. Platz (1:24:24,4 h)

- Gundars Upenieks
20 km Einzel: 66. Platz (1:06:42,6 h)
4 × 7,5 km Staffel: 6. Platz (1:24:24,4 h)

Frauen
- Ieva Cederštrēma-Volfa
7,5 km Sprint: 34. Platz (25:12,7 min)
15 km Einzel: 25. Platz (58:54,4 min)

### Bob
Männer, Zweier
- Sandis Prūsis, Jānis Elsiņš (LAT-1)
5. Platz (3:38,24 min)

- Rodžers Lodziņš, Māris Rozentāls (LAT-2)
18. Platz (3:40,75 min)

Männer, Vierer
- Sandis Prūsis, Egils Bojārs, Jānis Ozols, Jānis Elsiņš (LAT-1)
6. Platz (2:40,26 min)

### Eisschnelllauf
Frauen
- Ilonda Lūse
1000 m: 39. Platz (1:24,32 min)
1500 m: 32. Platz (2:08,71 min)
3000 m: 28. Platz (4:33,77 min)

### Rennrodeln
Männer, Einsitzer
- Sandris Bērzinš
25. Platz (3:25,391 min)

- Guntis Rēķis
17. Platz (3:22,315 min)

- Mārtiņš Rubenis
14. Platz (3:22,152 min)

Männer, Doppelsitzer
- Roberts Suharevs & Dairis Leksis
13. Platz (1:43,251 min)

- Juris Vovčoks & Māris Lēģeris
17. Platz (1:46,555 min)

Frauen
- Iluta Gaile
14. Platz (3:26,981 min)

- Anna Orlova
13. Platz (3:26,963 min)

- Jurita Šnitko
22. Platz (3:29,707 min)

### Ski Alpin
Männer
- Ivars Ciaguns
Riesenslalom: 34. Platz (2:53,59 min)

Frauen
- Ilze Ābola
Riesenslalom: 31. Platz (3:14,50 min)

### Skilanglauf
Männer
- Juris Ģērmanis
10 km klassisch: 77. Platz (32:05,8 min)
15 km Verfolgung: Rennen nicht beendet

- Jānis Hermanis
10 km klassisch: 65. Platz (31:12,1 min)
15 km Verfolgung: 63. Platz (49:55,1 min)
30 km klassisch: Rennen nicht beendet

- Roberts Raimo
10 km klassisch: 83. Platz (33:09,9 min)
50 km Freistil: 60. Platz (2:30:49,9 h)

Frauen
- Andžela Brice
5 km klassisch: 78. Platz (21:39,2 min)
10 km Verfolgung: 66. Platz (37:07,5 min)
30 km Freistil: 53. Platz (1:37:08,4 h)

- Ināra Rudko
5 km klassisch: 71. Platz (20:56,1 min)
10 km Verfolgung: 67. Platz (37:20,3 min)
15 km klassisch: 61. Platz (56:07,8 min)
30 km Freistil: 57. Platz (1:43:22,8 h)